# Borazin
Borazine là một hợp chất vô cơ với công thức phân tử (BH)3(NH)3. Trong hợp chất vòng này, ba đơn vị BH và ba NH đơn vị thay thế. Hợp chất này cùng số electron và cùng cấu trúc với benzen. Giống như benzen, borazine là một chất lỏng không màu. Vì lý do này, borazine đôi khi được gọi là "benzen vô cơ".

## Tổng hợp
Hợp chất đã được báo cáo năm 1926 bởi các nhà hóa học Alfred Stock và Erich Pohland bằng một phản ứng diborane với ammoniac.
Borazine được tổng hợp từ diborane và ammoniac trong một tỷ lệ 1:2 tại nhiệt độ 250–300 °C với nghịch đảo 50%.
3 B2H6 + 6 NH3 → 2 B3H6N3 + 12 H2
Một cách khác hiệu quả hơn bắt đầu bằng lithi borohydride và amoni chloride:
3 LiBH4 + 3 NH4Cl → B3H6N3 + 3 LiCl + 9 H2
Trong một quy trình hai bước đến borazine, boron trichloride đầu tiên được chuyển thành trichloroborazine:
3 BCl3 + 3 NH4Cl → Cl3B3H3N3 + 9 HCl
Các liên kết B-Cl sau đó được chuyển thành các liên kết to B-H:
2 Cl3B3H3N3 + 6 NaBH4 → 2 B3H6N3 + 3 B2H6 + 6 NaCl